# Robbe De Hert
Robin François (Robbe) De Hert (Farnborough, 20 september 1942 – Antwerpen, 24 augustus 2020) was een Belgisch filmregisseur.

## Levensloop

### Jeugdjaren
Robin (Robbe) De Hert werd in 1942 in het Verenigd Koninkrijk in Farnborough geboren, nabij Londen. Zijn ouders leerden elkaar kennen in Engeland. Hij groeide op in een gezin met vier zonen, waarvan hij de oudste was. Verder was er Jos (de cartoonist ‘Grapjos’) en nog twee andere broers, Stan en André. Na de oorlog keerde het gezin terug naar België. Ze verhuisden enkele malen rond het Antwerpse, om uiteindelijk in Schoten te belanden. Hier bracht De Hert de rest van zijn jeugd door en ging hij wekelijks naar de bioscoop.
De Herts schoolcarrière verliep erg moeizaam en hij deed hierdoor heel wat scholen aan. Gekend is de anekdote over een test die naar zijn latere beroepskeuze polste. Hij wilde slechts drie dingen worden; journalist, geheim agent en filmster. In de vakschool in de Leopoldstraat in Borgerhout miste De Hert vaak lessen om naar de cinema te gaan, wat hem veel straf opleverde. Tijdens deze periode nam De Hert de meest uiteenlopende jobs aan om zijn bioscoopbezoek te bekostigen. Zo verdiende hij onder andere geld door klusjes te doen bij zijn vader in hotel Billiard Palace op het Astridplein in Antwerpen.
In 1960 stierf De Herts vader, wat hem de kostwinner van het gezin maakte. Mede hierdoor besloot hij om in 1961 aan te monsteren op de Congolijn, een scheepvaartroute die van België naar Matadi voer. In 1962 keerde hij terug van zijn periode op zee. Eenmaal in Antwerpen richtte hij zich op de film.

### Eerste films
In 1963 realiseerde De Hert zijn eerste kortfilm, Twee Keer Twee Ogen. Met medewerking van zijn dichte vrienden en andere kennissen nam hij deze korte romance, die voornamelijk via oogcontact verloopt, op in het Centraal Station van Antwerpen. Hierna begon De Hert aan An Old Story (1964), een tot op heden niet teruggevonden western gefilmd in cowboydorp Texas-City te Tremelo.
Vervolgens mengde hij zich in het Antwerpse artistieke milieu en kwam in contact met Filmgroep 58-leden als Rik Kuypers, Herman Wuyts, Paul De Vree en Ivo Michiels en trok dagelijks langs de vele bioscopen en cafés in de stad. Ook begon hij dankzij dichter Nic Van Bruggen voor een korte tijd te werken als cameraman voor Fons Vanacker, die een toeleveringsbedrijf had dat diensten leverde voor de BRT. Hier leerde De Hert, in wezen autodidact, de basisprincipes van montage en klank- en geluidsopname.
Toen de films van De Hert geselecteerd werden voor het Festival van de Belgische Film in 1964 en bekroond werden – Twee Keer Twee Ogen mocht zelfs de grote prijs van de jury in ontvangst nemen – kreeg hij even later de opdracht om samen met Nederlands dichter Remco Campert aan het scenario voor een gangsterverhaal, Darts, te werken. Ondanks de zogenaamde steun van Paul Louyet, toenmalig hoofd van de filmdienst van het ministerie van Nationale Opvoeding en die van Richard Declerck, gouverneur van Antwerpen, kwam er niets van deze film in huis. Ontgoocheld door deze teleurstelling en het onbeholpen filmbeleid in België trok De Hert in 1966 naar zijn geboorteland Engeland.
Via via belandde hij bij Miriam Brickman, op dat moment casting director bij Woodfall Films. Brickman introduceerde hem bij verschillende filmmakers betrokken bij de Free Cinema beweging; Peter O’Toole, Michael Medwin, Karl Reisz, Lindsay Anderson en anderen. Vooral met deze laatste zou hij een sterke band opbouwen en jaren later nog een correspondentie onderhouden.
Na zes maanden keerde hij terug naar Antwerpen. Dankzij zijn eerdere banden met Filmgroep 58 speelde hij kleine rollen in Rik Kuypers’ Adieu Filippi (1968) en Hugo Claus’ De Vijanden (1968). Hij smeedde plannen om een collectief op te richten van gelijkgestemde zielen. Samen met zijn vrienden Walter Heynen, fotografen Toon en Louis Celis en hun vader Frans Celis, uitgever Kris Van den Bogaert en dichter-mecenas Paul De Vree richtte hij in 1966 Fugitive Cinema op. Het collectief maakte spraakmakende documentaires en maatschappijkritische films als S.O.S. Fonske (1968), De Dood van een sandwichman (1971), Camera Sutra (1973) en Le filet américain (1981).

### Vanaf de jaren 1980
Met succesvolle speelfilms als o.a. ‘De Witte van Sichem’, ‘Zware Jongens’, ‘Blueberry Hill’ en ‘Lijmen/Het Been’ heeft hij de Vlaamse film telkens weer bestaansrecht gegeven. In talrijke documentaires zoals ‘Le Filet Américain’, ‘Janssen & Janssens draaien een film’ en in 2018  ‘Hollywood aan de Schelde’ gaf hij zijn ongezouten mening over mens en maatschappij en de geschiedenis van de Vlaamse film.
In november 2006 ontving hij de prijs van verdienste namens de Vereniging van de Vlaamse filmpers. Op 29 augustus 2010 werd hij door de vzw Het Voorplan in de Antwerpse Bourlaschouwburg gehuldigd als opmerkelijke persoonlijkheid uit het culturele leven van de Lage Landen aan de Zee; hem gingen onder meer vooraf: Luc Philips, Dora van der Groen, Wannes Van de Velde, Gaston Berghmans en Nand Buyl.
In 2012 kwam De Hert op bij de gemeenteraadsverkiezingen in de stad Antwerpen voor Rood!. Hij kreeg er een duwersrol. De Hert wilde zich in 2006 al kandidaat stellen voor sp.a, maar dat werd naar eigen zeggen door Patrick Janssens geweigerd.
In 2018 kon De Hert zijn documentaire Hollywood aan de Schelde over de geschiedenis van de Belgische film voltooien en in première laten gaan op het filmfestival van Oostende. Het project liep vele jaren vertraging op door gebrek aan een producent die de film mee wilde financieren. Met de steun van crowdfunding en een uiteindelijk bereid gevonden producent lag niets de afwerking van de film nog in de weg.
Op 24 augustus 2020 overleed hij op 77-jarige leeftijd aan de gevolgen van diabetes. Hij werd begraven op het Antwerpse Schoonselhof.

## Filmografie
- Twee keer 2 ogen (1963)
- An old story (1964)
- Insane (1966)
- A funny thing happened on my way to Golgotha (1967) (mede geregisseerd door Jos De Hert)
- S.O.S. Fonske (1968)
- De geboorte en dood van Dirk Vandersteen Jr (1968)
- De Bom (1969)
- The great temptation of a pink elephant (1969) (mede geregisseerd door Jos De Hert)
- De Dood van een sandwichman (1971)
- Camera Sutra (1973)
- De Witte van Sichem (1980)
- Le filet américain (1981)
- Maria Danneels of Het leven dat we droomden (1982)
- Zware jongens (1984)
- Henri Storck ooggetuige (documentaire) (1987) (in samenwerking met Henri Storck)
- Blueberry Hill (1989)
- Trouble In Paradise in the late eighties (1989)
- Janssen en Janssens maken een film (documentaire) (1990)
- Brylcream Boulevard (1995)
- Elixir d'Anvers (1997)
- Gaston's War (1997)
- Lijmen/Het Been (2000)
- Hollywood aan de Schelde (2018)